# C'était en mai
C'était en mai (en suédois : Det var i maj) est un film muet suédois de Victor Sjöström sorti en 1915.

## Fiche technique
- Titre du film : C'était en mai
- Réalisation : Victor Sjöström
- Scénario : Algot Sandberg et Victor Sjöström
- Photographie : Henrik Jaenzon et Julius Jaenzon
- Production : Svenska Biografteatern AB
- Durée : 23 minutes
- Pays d'origine :  Suède
- Sortie : 17 mai 1915

## Distribution
- John Ekman
- Bergliot Husberg
- Erik Lindholm
- Richard Lund
- Victor Lundberg